# Hrabstwo Chase (Kansas)

Piramida wieku hrabstwa

Hrabstwo Chase – hrabstwo położone w USA w stanie Kansas z siedzibą w mieście Cottonwood Falls. Założone 11 lutego 1859 roku. Nazwa Hrabstwa pochodzi od Salmon`a Portland`a Chase.

## Miasta
- Cottonwood Falls
- Strong City
- Matfield Green
- Cedar Point
- Elmdale

## Sąsiednie hrabstwa
- Hrabstwo Morris
- Hrabstwo Lyon
- Hrabstwo Greenwood
- Hrabstwo Butler
- Hrabstwo Marion

## Drogi główne
- Interstate 35
- U.S. Route 50
- Kansas Highway 57
- Kansas Highway 150
- Kansas Highway 177